# آبي أتيل
آبي أتيل (بالإنجليزية: Abe Attell)‏ (مواليد 22 فبراير 1883 - الوفاة 7 فبراير 1970) كان ملاكم أمريكي سابق صنّف ضمن فئة وزن الريشة.

## إحصائيات
خاض خلال مسيرته 172 نزالا، فاز في 125 وتعادل في 21 وخسر في 18. فاز بالضربة القاضية في 51 نزالا.

## روابط خارجية
- آبي أتيل على موقع بوكس ريك (الإنجليزية) (registration required)